# 272 (szám)
A 272 (kétszázhetvenkettő) a 271 és 273 között található természetes szám.

## A matematikában
- előállítható négy prímszám összegeként. (61 + 67 + 71 + 73)
- téglalapszám (16 · 17)
- Primitív áltökéletes szám.
- A 272 a címkézetlen, 12 csúcsú hernyógráfok száma.[1]